# Roland Jupiter-6

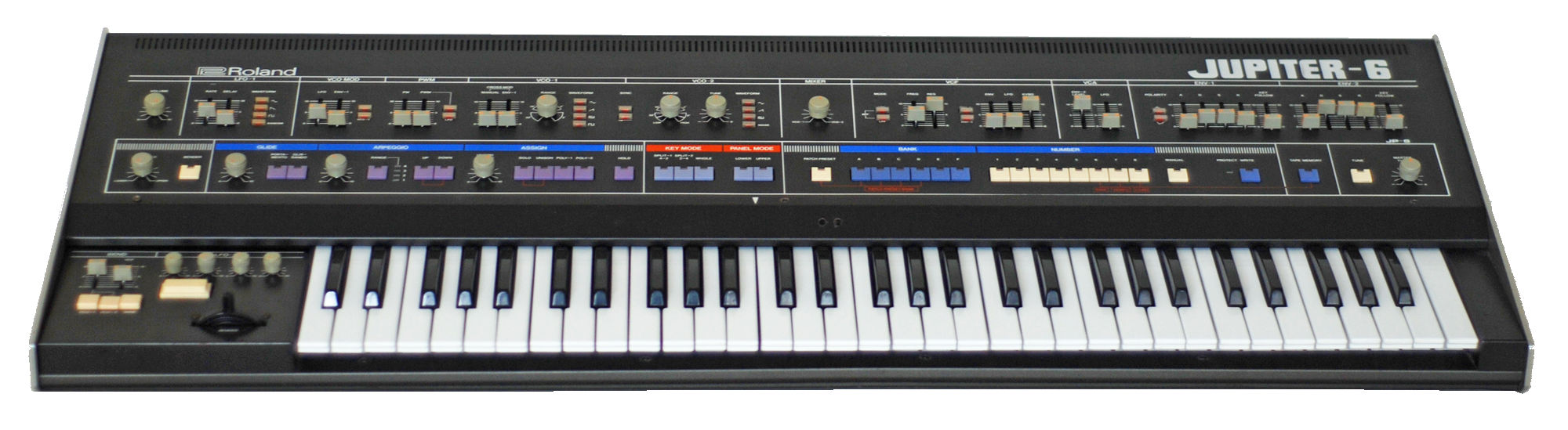
Roland Jupiter-6

Roland Jupiter-6 (JP-6) — знятий з виробництва синтезатор, виготовлений і представлений корпорацією Roland у січні 1983 року.

## Передумови
Попри те, що він представлений як менш дорога (2500-3000 доларів США ринкова ціна) альтернатива Roland Jupiter-8, його характеристики включають деякі можливості, яких немає в JP-8, що робить JP-6 наступником. Jupiter-6 широко вважається робочою конячкою серед поліфонічних аналогових синтезаторів, здатних відтворювати широкий спектр звуків, таких як ембієнтні звуки, педи, лінії провідних синтезаторів, унісонні баси та технічні блиски та дзижчання. Відомий своєю надійністю та легкістю, але має складні можливості програмування.
JP-6 має 12 аналогових генераторів (по 2 на голос) і бітембральний, що дозволяє «розділити» його клавіатуру на два звуки: один із 4 голосами, а другий — з двома голосами («Split 4/2» або режим «Розділити 2/4»). Також доступний режим «Цілий режим», у якому всі 6 голосів виділяються на один (однотембровий) звук по всій клавіатурі. Доступні форми сигналу включають зубчасту форму, трикутник, імпульс змінної ширини, квадрат і шум. Незвичайним є те, що JP-6 дозволяє одночасний вибір будь-якої або всіх форм сигналу в кожному з двох банків осциляторів, опції, якої немає в JP-8. Також доступні синхронізація осцилятора та перехресна модуляція. «Режим унісон» дозволяє запускати всі 12 осциляторів одночасно, натиснувши одну клавішу. Унісонний режим також можна відтворювати поліфонічно, при цьому кількість осциляторів, що запускаються кожною клавішею, визначається кількістю утримуваних клавіш.
JP-6 був одним з перших електронних інструментів (поряд з Roland JX-3P і Sequential Circuits Prophet-600), який мав MIDI, на той час абсолютно нову технологію. Генеральний директор Sequential Дейв Сміт продемонстрував MIDI, під'єднавши Prophet до Jupiter-6 під час зимової виставки NAMM у січні 1983 року.
Europa, популярне оновлення мікропрограми, доступне від Synthcom Systems, додавало широкий набір сучасних удосконалень до реалізації інструменту MIDI, інтерфейсу користувача, пам’яті патчів і, особливо, його арпеджіатора, перетворюючи Jupiter-6 на одночасно адаптований інструмент і унікальний інструмент для композиції. 

## Відомі користувачі
- Чарлі Гарсіа
- Chemical Brothers[2]
- The Crystal Method[3]
- Devo[4]
- Dubstar
- Едді Кулак з Aztec Camera[5]
- Goldfrapp
- Грег Гем із «Men at Work»[6]
- The Human League[7]
- Хуліо Башмор
- Кевін Сондерсон (Inner City)[8]
- King Crimson
- Майк О'Доннелл і Джуніор Кемпбелл (музика до перших двох серій серіалу «Танковий паровоз Томас і його друзі»)
- Натан Фейк[9]
- Orbital[10]
- Orchestral Manoeuvres in the Dark
- Пеггі Гоу
- Pet Shop Boys
- Рей Паркер молодший[11]
- hythm Plate
- Роб Пройс з The Spoons [12]
- Tangerine Dream
- Томас Ганді
- The Unicorns
- Вангеліс[13]
- Вашо Патейдль